# Numerus Brittonum Murrensium

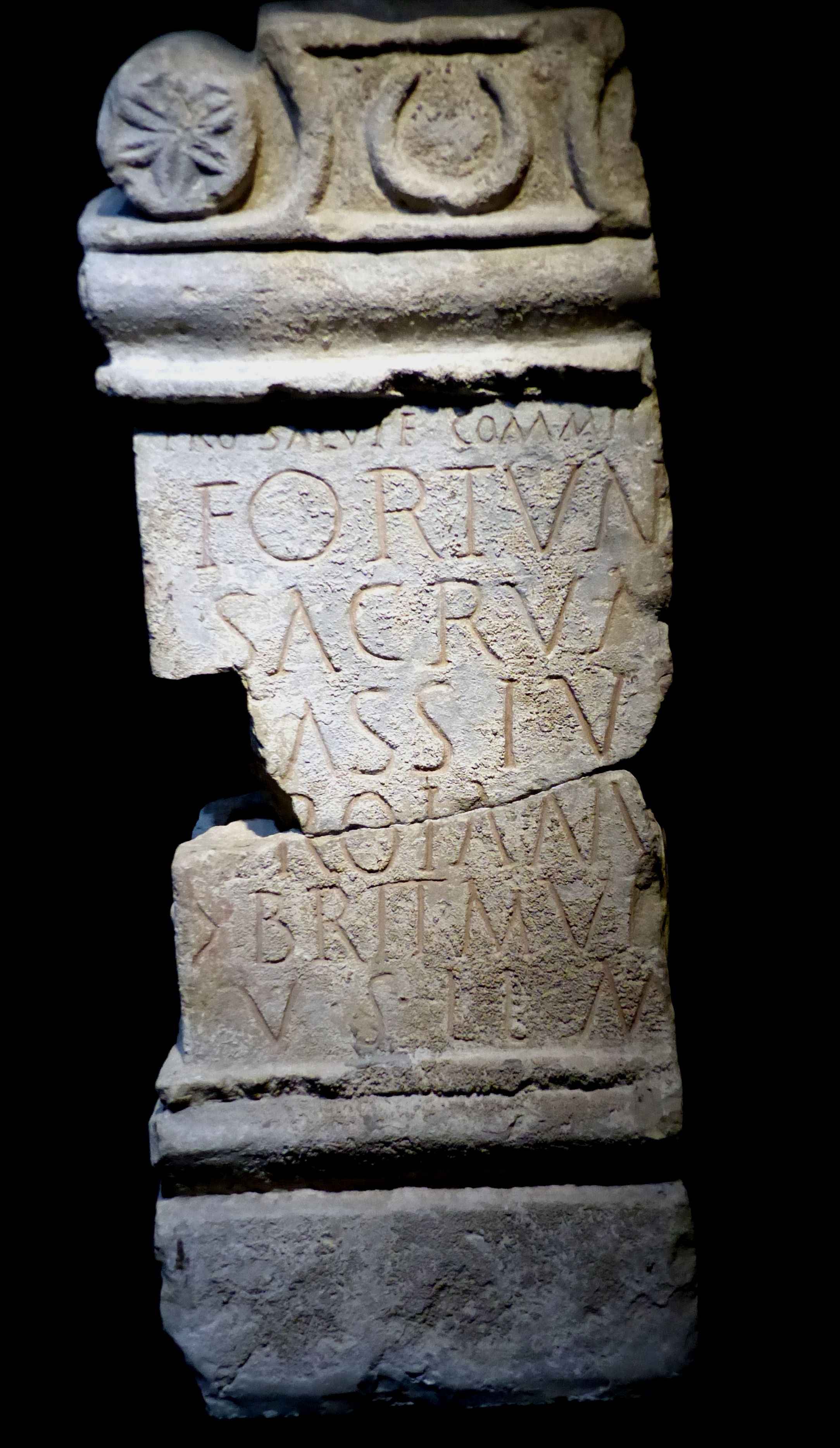
Fortuna-Altar, geweiht von Cassius Troianus, Centurio des Numerus Brittonum Murrensium, Limesmuseum Aalen

Der Numerus Brittonum Murrensium (deutsch Numerus der Briten an der Murr) war eine römische Auxiliareinheit. Sie ist durch eine Inschrift und Ziegelstempel belegt.
Die Sollstärke der Einheit lag vermutlich bei 160 Mann, bestehend aus zwei Centurien mit jeweils 80 Mann. Bei ihnen dürfte es sich vermutlich ausschließlich um Fußsoldaten gehandelt haben.

## Namensbestandteile
- Numerus: Der Numerus war eine Einheit der Auxiliartruppen in der römischen Armee.

- Brittonum: der Briten. Die Soldaten des Numerus wurden bei Aufstellung der Einheit in der Provinz Britannia rekrutiert.

- Murrensium: an der Murr. Der Zusatz bezieht sich auf die Murr, einen kleinen Nebenfluss des Neckars.[1][2]

## Geschichte
Die Briten kamen wohl um 100 n. Chr. nach Germania superior, möglicherweise auch schon unter Domitian (81–96). Vermutlich wurden die aus ihnen gebildeten Numeri am Neckar-Odenwald-Limes für Überwachungsaufgaben verwendet, um die hier bereits stationierten Auxiliareinheiten zu entlasten.
Der Numerus war, wenn überhaupt, nur für kurze Zeit beim Kastell Benningen stationiert; er wurde in der Folge zu der im Kastell Heilbronn-Böckingen stationierten Cohors I Helvetiorum verlegt. Um 159/161 wurde die Cohors I Helvetiorum nach Öhringen verlegt und der Numerus wird dieser Kohorte, der er zugeteilt war, vermutlich gefolgt sein.
Vermutlich bis spätestens 178 wurde der Numerus Brittonum Murrensium mit dem Numerus Brittonum Cal[] zum Numerus Brittonum Aurelianensium zusammengelegt.

## Standorte
Standorte des Numerus in Germania superior waren möglicherweise:
- Vicus Aurelianus (Öhringen): Ziegel mit dem Stempel NUM B M SV C V (CIL 13, 12501) wurden hier gefunden.
- Kastell Benningen[A 1]
- Kastell Heilbronn-Böckingen: Die Inschrift (CIL 13, 6471) wurde hier gefunden.

## Angehörige des Numerus
Folgende Angehörige der Numerus sind bekannt.
- Gaius Valerius Titus,[A 2] ein Centurio einer (unbekannten) Legion
- Cassius Troianus, ein Centurio